# Garamvölgyi Lajos
Garamvölgyi Lajos (Alap, 1952. április 8. – 2008. augusztus 18.) magyar labdarúgó és labdarúgóedző. Játékosként a Videoton, a DMVSC és Debreceni Kinizsi csapataiban játszott, míg edzőként legtöbbet Debrecenben tevékenykedett, ahol igazi sikeredzőként tartották számon.

## Játékosként
A Videotonban kezdte a játékot, meghatározó tagja volt az 1976-ban NB I-ben ezüstérmes fehérvári alakulatnak, hátvéd pozícióban. 1979-ben került Debrecenbe, és először a DMVSC-ben, majd a Debreceni Kinizsiben játszott: a védelem biztos pontjának számított. Játékával, sportszerű magatartásával hamar elnyerte a szurkolók szimpátiáját. Itt is fejezte be játékospályafutását.

## Edzőként
Igazán edzőként lett elismert, híres szakember. Először kezdte a Kinizsinél, ahol addig is játszott, majd a DMTE és a Kaba Cukor következett. 1993 tavaszán igazolt át az akkor már DVSC néven épp a másodosztály elején tanyázó egyesülethez, amit bajnoki címhez is segített. Habár az együttes nem állt nagy nevekből, Garamvölgyi mégis ütőképes csapatot kovácsolt össze a Lokiból, amit jelzett az 1995-ben kivívott bronzérem is, ami a klub addigi legnagyobb sikere volt. 1997 őszén tulajdonképpen váratlanul állították fel a kispadról, és ő Zalaegerszegre került a ZTE vezetőedzői székébe, szintén közmegelégedésre. 1998-ban visszahívták az épp kiesőhelyen található debreceni csapat élére, ő benntartotta az egyesületet, majd rá egy évvel később kupagyőztes lett a csapatával. Az UEFA-Kupában induló csapatával az első körben kiesett, de otthon legyőzte a Bundesliga csapat VfL Wolfsburgot. Ezután a szintén elsőosztályú, frissen feljutott Előre FC Békéscsabához igazolt, ahol egy igen rossz őszi szezon után (zsinórban 6 vereség) tavasszal felállították a kispadról. Ezt követően saját elmondása szerint kicsit megcsömörlött a labdarúgástól, de 2 év pihenő után az akkor NB III-as Hajdúböszörmény mellett vállalt előbb csak segítői, majd vezetőedzői feladatokat. 2007-től haláláig a debreceni utánpótlásban dolgozott szakágvezetőként. Érdemei elismerései végett Debrecentől Hajós Alfréd-díjjal jutalmazták 2004 őszén. Hosszan tartó betegség után 2008. augusztus 18-án hunyt el, a Debreceni Köztemetőben helyezték örök nyugalomra.

## Sikerei, díjai

### Játékosként
- Magyar bajnoki ezüstérmes (1976)

### Edzőként
- Magyar bajnok (másodosztály, 1993)
- Magyar bajnoki bronzérmes (1995)
- Magyar Kupa-győztes (1999)